# Schlandersburg

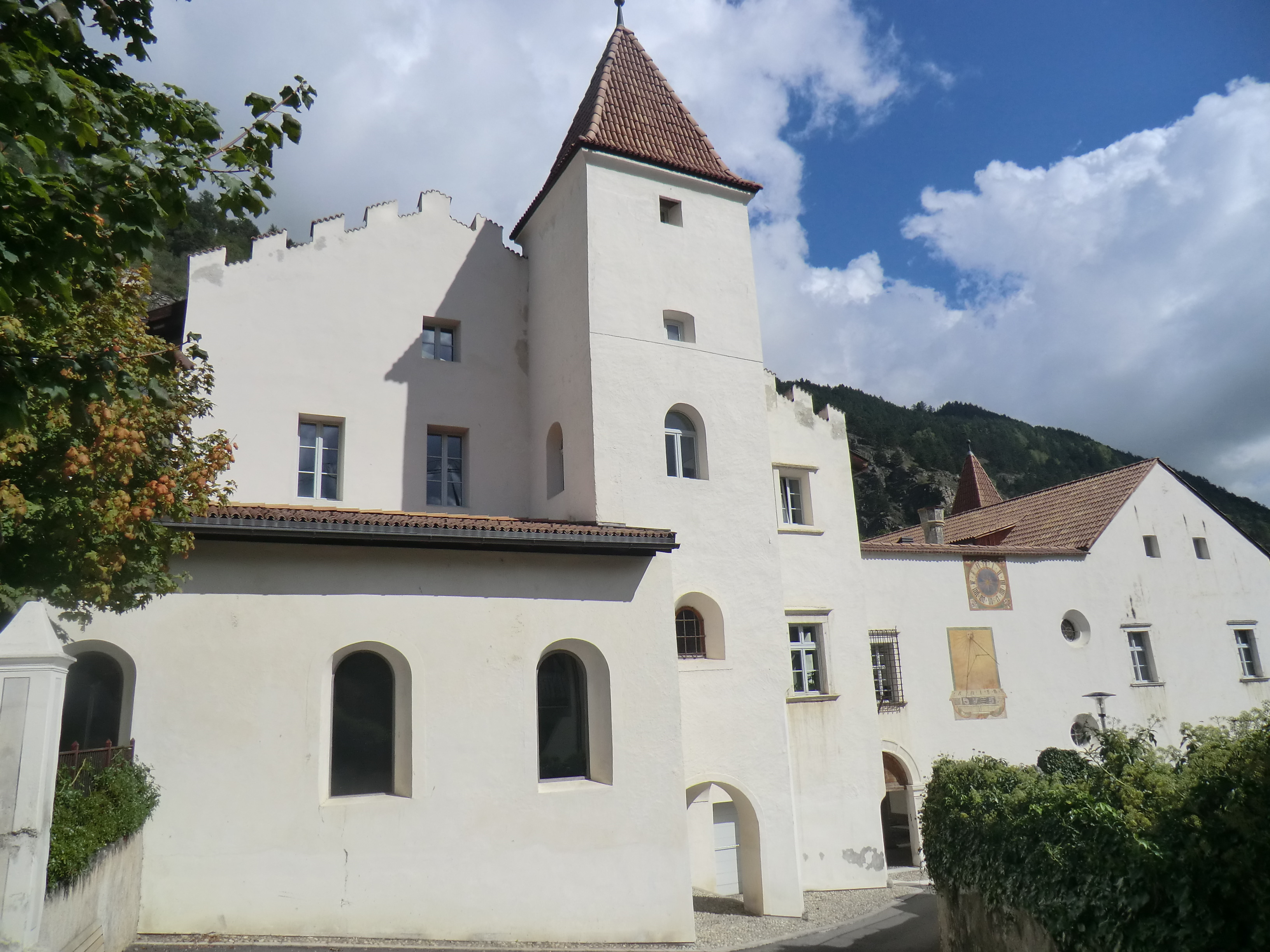
Die

Die Schlandersburg ist ein Ansitz in der Marktgemeinde Schlanders im Vinschgau in Südtirol. Sie liegt an der Ecke Schlandersburg-/Gerichtsstraße.

## Beschreibung
Auch wenn der Name und das Aussehen etwas anderes suggerieren, handelt es sich nicht um eine Burg, sondern um einen Ansitz. Das heutige Aussehen verdankt er den Grafen Hendl, die die heutige Baugestalt 1609/10 fertigstellen ließen, wie die erhaltenen Jahreszahlen auf dem Mauerwerk belegen. Es handelt sich um einen Renaissancebau mit zweigeschossigem Loggien- bzw. Arkadenhof. Die Südseite ist von einem Querbau verschlossen, durch den ein marmorgefasstes Renaissanceportal führt. Es gibt zwei quadratische Türme mit Zeltdächern. Der östliche Längsbau ist mit abgetreppten Zinnengiebeln ausgestattet. Zum Garten hin führt ein marmorgerahmtes Rundbogentor.
Um 1600 beauftragten die Grafen Hendl italienische Baumeister mit der umfangreichen Erweiterung des ursprünglich vorhandenen rechteckigen, turmartigen Vorgängerbaus. Dieser ist heute in den Westflügel integriert, er verfügt über eine regelmäßige Steinsetzung und ausgestrichenes Mauerwerk. Vorbild für den Umbau waren wahrscheinlich die Churburg, Schloss Dornsberg und Schloss Goldrain. Die hohen Ansprüche der Bauherren werden heute noch durch die Grisaillemalereien und mehrere, nach Vorbildern in Schloss Ambras und Schloss Goldrain mit Sgraffitomustern verzierte Kamine verdeutlicht.
An der Außenwand des südlichen Querbaus ist eine barocke Sonnenuhr angebracht. Den gleichen Bau überragt ein Schornstein, der renaissancezeitliches Sgraffitodekor aufweist. Der Innenhof und die Halle im Ostflügel sind mit Flusskieseln gepflastert. Im Obergeschoss des Ostflügels befindet sich das sogenannte „Richterzimmer“ aus dem 19. Jahrhundert, dessen Wände mit Tapetenmalereien von Leopold Strickner verziert sind. Dieser verarbeitete Schabkunst und Kupferstichblätter von Antoine Watteau. Weiterhin bemerkenswert sind die Marmorbüsten von Kaiser Leopold I. und Kaiser Joseph I., gefertigt von Gregor Schwenzengast.
Um 1800 bestand das Ensemble aus dem herrschaftlichen Trakt, Stall und Stadl, Keller und Hofstatt, sowie einen umfriedeten Anger mit Fischteich.

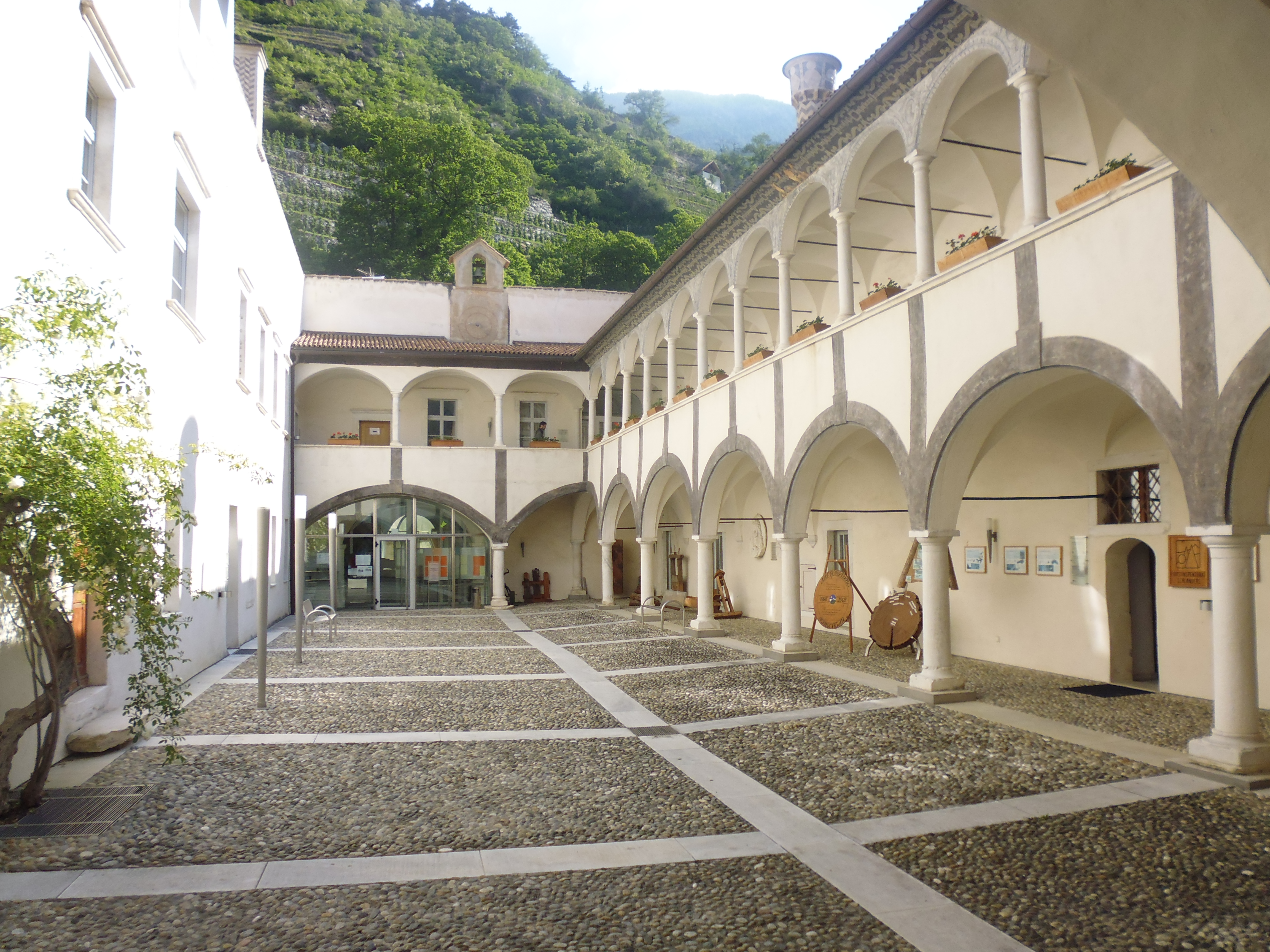
Innenhof

Von den Grafen Hendl ging die Schlandersburg am Ende des 18. Jahrhunderts an die Grafen Trapp über. Nachdem diese den Bau weiterveräußert hatten, zogen unter anderem das k.k. Bezirksgericht, einige weitere öffentliche Einrichtungen, aber auch Bauernfamilien ein. Mitte der 1980er Jahre verkaufte der private Eigentümer die Schlandersburg an die Gemeinde Schlanders, die sie 1988 an das Land Südtirol weiterverkaufte. Im Jahr 1993 begannen umfangreiche Sanierungsarbeiten im Ostflügel. Danach wurden auch die anderen Flügel restauriert, dabei wurde an den Westbau ein moderner Anbau angefügt. Seit 1996 befindet sich darin die Mittelpunktsbibliothek. In den anderen Flügeln sind das Forstinspektorat, das Landwirtschaftsinspektorat, die Berufsberatung, die Kindergartendirektion Vinschgau und das Bezirksarbeitsamt untergebracht.
2012 wurden in Vetzan zwei Figurenmenhire gefunden. Diese sind seit 2017 in der Bibliothek der Schlandersburg ausgestellt.